# Brixton Motorcycles
Brixton Motorcycles ist eine Eigenmarke der österreichischen KSR Group mit Sitz in Gedersdorf bei Krems. Namensgebend ist der gleichnamige Stadtteil Brixton im Londoner Stadtbezirk London Borough of Lambeth. Sie wurde 2015 auf der EICMA in Mailand vorgestellt, ab 2017 waren erste Modelle verfügbar. Brixton Motorcycles legt einen Schwerpunkt auf preiswerte Motorräder im Retro-Look. Mit Motorrädern der 125-cm³-Klasse ist die Marke in den deutschen und österreichischen Verkaufs- und Zulassungsstatistiken in den vorderen Rängen vertreten. Bekanntheit erlangte die Marke unter anderem mit der Crossfire-500-Baureihe, die 2020 in den Handel eingeführt wurde. Seit 2022 umfasst die Modellpalette Motoren der Hubraumgrößen von 125 bis 1222 cm³. Brixton-Motorräder werden in Österreich entwickelt und von einem chinesischen Joint Venture gefertigt.

## Modellgeschichte

### 125-cm³-Klasse: Prototyp BX 125
Auf der Motorradmesse EICMA 2015 präsentierte die KSR Group den ersten Prototyp BX 125. Es war ein Naked-Bike mit 124 cm³ Hubraum und 8,4 kW (11,4 PS) Leistung. 2017 wurden die ersten BX 125 an den Handel geliefert. Zu dieser Zeit waren in Deutschland 50 Händler gelistet. Von der BX 125 wurden mehrere Modelle abgeleitet. Die BX 125 X war die Scrambler-Version und hatte Stollenreifen, einen kleinen Windschild und einen Lenker mit Querstrebe. Der Café Racer BX 125 R ist einem Caferacer angelehnt und hatte eine Höckersitzbank, eine nach hinten gelegte Fußrastenanlage, anderen Lenker und eine im klassischen Stil gehaltene Bereifung. Erstes Sondermodell der BX 125 war die BX 125 SK8 mit Skateboardhalterung, die dem Aufbau der Scrambler-Version folgte. Weitere Sondermodelle waren die auf 555 Stück limitierte Felsberg 125 X mit Stollenreifen, Scheinwerfergitter, Kneepads, Gepräckträger und Gepäcktaschen und die BX 125 Haycroft.
Die BX 125 war bereits 2017 das zweitbeliebteste Motorrad in der 125-cm³-Klasse in Österreich. 2018, drei Jahre nach der Präsentation des Prototyps BX 125, hat sich Brixton Motorcycles mit den 125er-Modellen am europäischen Markt etabliert. Auch in Korea, Peru oder Vietnam werden die Motorräder verkauft.

### 250-cm³-Klasse: Glanville 250 X, Saxby 250
Auf der EICMA 2017 präsentierte Brixton Motorcycles mit der Glanville 250 X und der Saxby 250 die ersten Modelle in der 250-cm³-Klasse, die 2019 im Handel waren. Die Glanville ist ein neu konstruiertes Motorrad mit einstellbaren Stereofederbeinen, Upside-Down-Federgabel und individuell gestaltbaren Holzeinlagen auf dem Kraftstofftank. Die Saxby 250 dagegen ist an das Design der BX 125 angelehnt.

### Modellumbenennungen 2019/2020
Im Jahr 2019 kam es zu einer Umbenennung einiger Modelle. Das Standardmodell BX 125 hieß von nun an Cromwell 125, der Café Racer BX 125 R hieß nun Sunray 125 und die Scrambler-Version BX 125 X trug von hieran die Bezeichnung Felsberg 125. Die beiden 250er-Modelle bekamen ebenfalls neue Bezeichnungen. So wurde die Saxby 250 zur Cromwell 250 und die Glanville 250 X zur Felsberg 250.

### 500-cm³-Klasse: Crossfire 500
Erneut auf der Motorradmesse EICMA wurde 2018 ein Konzept-Bike mit dem Namen Crossfire 500 präsentiert, 2019 die entsprechenden Serienmotorräder Crossfire 500 und Crossfire 500 X. Der Aufbau der beiden Modelle ist weitgehend gleich und folgt dem eines klassischen Naked-Bikes. Die 500 X hat im Vergleich zur 500 einen breiteren Lenker, ein grobstolligeres Reifenprofil, eine flache Sitzbank und der Nummernschildhalter ist konventionell unter der Sitzbank montiert und nicht an der Schwinge wie bei der 500. Der Motor ist ein Zweizylinderreihenmotor mit 486 cm³ Hubraum, 35 kW (48 PS) Leistung, vier Ventilen pro Zylinder und zwei obenliegenden Nockenwellen. Die Stoßdämpfer stammen von KYB/Kayaba, das Bremssystem von J. Juan und das Antiblockiersystem (ABS) von Bosch. Bekanntheit erlangten die beiden Modelle vor allem wegen ihres markanten Designs, insbesondere aufgrund der X-Form des Kraftstofftanks.
Im Juli 2020 kam mit der Crossfire 125 XS ein sogenanntes Fun-Bike in der Art eines Scramblers zur Crossfire-Reihe hinzu. Das Eigengewicht wird mit 111 kg angegeben. Sie hat einen luftgekühlten Einzylindermotor mit 8,2 kW (11,1 PS) Leistung und ein kombiniertes Bremssystem.
Das dritte Modell der Crossfire-500-Reihe, die Crossfire 500 XC, gelangte im Mai 2022 in den europäischen Handel. Es ist auf Geländegängigkeit ausgelegt und hat längere Federwege, Sturzbügel, Motorschutzplatte, Kühlerschutzgitter und grobstollige Bereifung.
Die Crossfire 125 ist seit September im europäischen Handel. Sie ist das erste wassergekühlte Motorrad in der 125-cm³-Klasse von Brixton Motorcycles. Als Modell der Crossfire-Reihe ist auch sie durch die X-Form des Kraftstofftanks zu erkennen, hier ist die nach hinten verlaufende Linie im Vergleich zu den anderen Modellen der Reihe nach hinten hin abgestuft.

### Klasse über 1000 cm³: Cromwell 1200
Die Cromwell 1200 ist mit 1222 cm³ das erste Big-Bike von Brixton Motorcycles in der Bauart eines Roadsters. Das Modell wurde 2019 angekündigt und ist seit September 2022 im Handel. Der Zweizylinderreihenmotor leistet 60,3 kW (82 PS) bei 6550/min und kann bei 3100/min sein maximales Drehmoment von 108 Nm abgeben. Das Motorrad hat ein 18-Zoll-Vorderrad und ein 17-Zoll-Hinterrad. Die Stoßdämpfer liefert KYB/Kayaba zu, die hydraulisch betätigte Doppelscheibenbremsanlage mit zwei 4-Kolben-Bremszangen stammt von Nissin, das ABS von Bosch und das elektronische Kraftstoffeinspritzsystem von Magneti Marelli.

## Aktuelle Modelle (Stand September 2022)

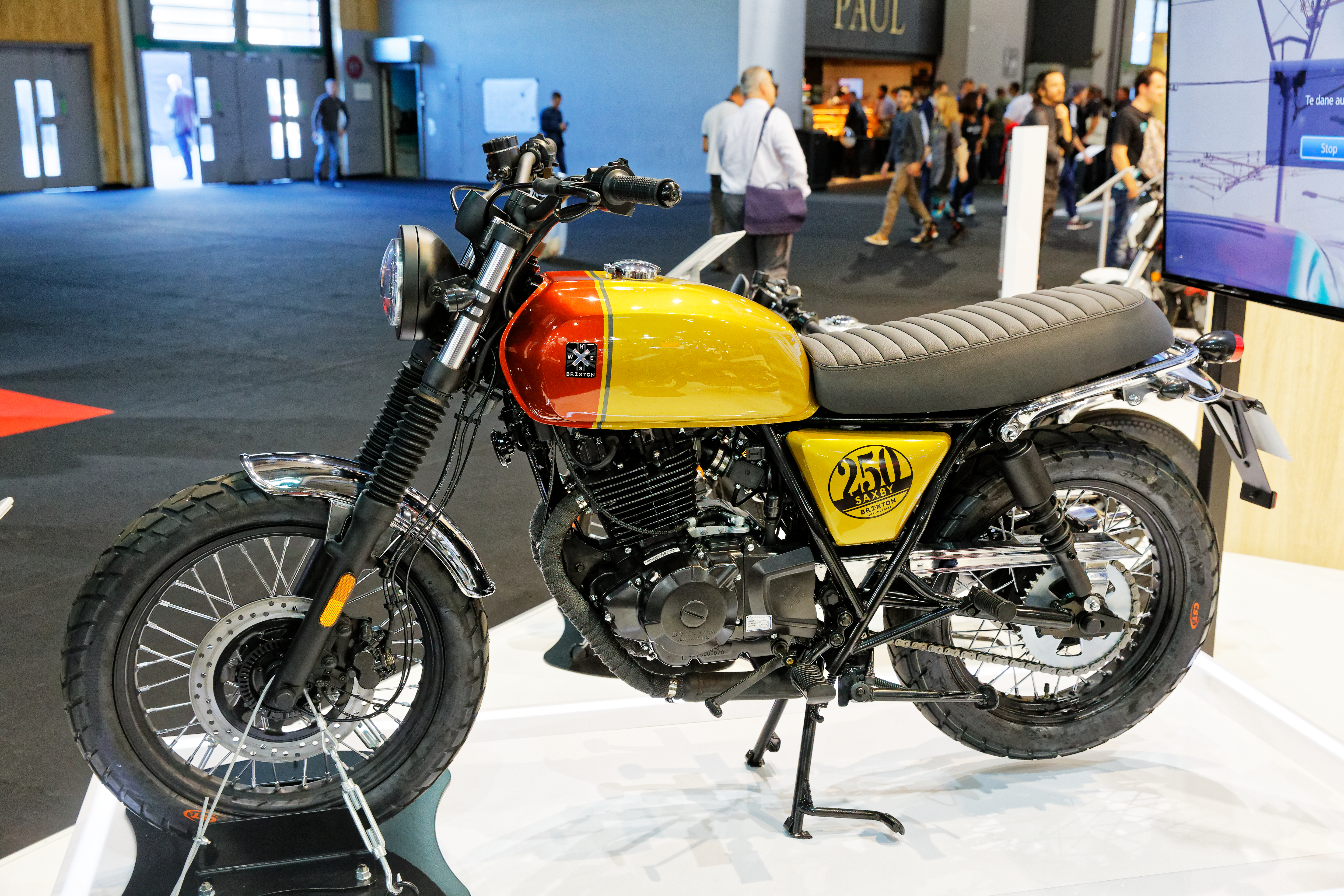
Eine Brixton BX 250, ausgestellt auf dem Pariser Autosalon 2018.

Die Marke bietet ein vielfältiges Spektrum an günstigen Motorrädern, angelehnt an klassische Cafe Racer und Scrambler, in den Hubraumklassen 125 und 250 cm³ mit luftgekühltem 4-Takt-Einzylindermotor sowie 500 und 1200 cm³ mit wassergekühltem 4-Takt-Zweizylinder-Reihenmotor. Die ersten Brixton-Modelle im Scrambler-Design wurden mit BX 125 bezeichnet, ab Modelljahr 2020 erhielten sie Modellbezeichnungen wie Cromwell, Crossfire, Felsberg und Sunray.
Die Crossfire 500 ist mit modernen Merkmalen wie Flüssigkristallanzeigen, LED-Beleuchtung, einstellbarem Fahrwerk, Antiblockiersystem (ABS) von Bosch und nichtrostenden Edelstahl-Abgasanlagen ausgestattet, alle Modelle haben Drahtspeichenräder, die Bereifung stammt meist von Pirelli.
| Modell                     | Motor                                           | Hubraum  | Leistung bei 1/min       | Geschwindigkeit | Gewicht |
| -------------------------- | ----------------------------------------------- | -------- | ------------------------ | --------------- | ------- |
| Cromwell 125               | Einzylindermotor, 4-Takt, luftgekühlt           | 125 cm³  | 8,2 kW (11 PS) bei 9000  | 99 km/h         | 134 kg  |
| Cromwell 250               | Einzylindermotor, 4-Takt, luftgekühlt           | 249 cm³  | 12,6 kW (17 PS) bei 7500 | 114 km/h        | 145 kg  |
| Sunray 125                 | Einzylindermotor, 4-Takt, luftgekühlt           | 125 cm³  | 8,2 kW (11 PS) bei 9000  | 99 km/h         | 134 kg  |
| Rayburn 125                | Einzylindermotor, 4-Takt, luftgekühlt           | 125 cm³  | 8,2 kW (11 PS) bei 9000  | 99 km/h         | 134 kg  |
| Felsberg 125               | Einzylindermotor, 4-Takt, luftgekühlt           | 125 cm³  | 8,2 kW (11 PS) bei 9000  | 99 km/h         | 134 kg  |
| Felsberg 125 XC            | Einzylindermotor, 4-Takt, luftgekühlt           | 125 cm³  | 8,2 kW (11 PS) bei 9000  | 99 km/h         | 134 kg  |
| Felsberg 250               | Einzylindermotor, 4-Takt, luftgekühlt           | 249 cm³  | 12,6 kW (17 PS) bei 7500 | 114 km/h        | 155 kg  |
| Crossfire 125 XS           | Einzylindermotor, 4-Takt, luftgekühlt           | 125 cm³  | 8,2 kW (11 PS) bei 9000  | 95 km/h         | 111 kg  |
| Crossfire 500/500 X/500 XC | Zweizylinder-Reihenmotor, 4-Takt, wassergekühlt | 486 cm³  | 35 KW (48 PS) bei 8500   | 160 km/h        | 190 kg  |
| Crossfire 125              | Einzylindermotor, 4-Takt, wassergekühlt         | 125 cm³  | 10 kW (13,6 PS) bei 9500 | 99 km/h         | 149 kg  |
| Cromwell 1200              | Zweizylinder-Reihenmotor, 4-Takt, wassergekühlt | 1222 cm³ | 60 kW (82 PS) bei 6500   | 198 km/h        | 235 kg  |